# 五粮液
五粮液为一产自中華人民共和國四川省宜宾市的濃香型大曲白酒。其標榜以小麦、稻米、玉米、高粱、糯米五種穀物发酵酿製而成，故得其名。其為三大名酒「茅五剑」之一，亦有四川省「六朵金花」（泸州老窖特曲、郎酒、剑南春、全兴大曲、五粮液、沱牌曲酒）之譽。
五糧液歷史可考究至宋代，其時由宜宾當地鄉绅姚氏家族私坊初創，采用稻米、高粱、糯米、荞子五种粮食酿造的「姚子雪曲」是五粮液最成熟的雏形。至明初1368年，姚家产业由同鄉陈氏繼承，改称「杂粮酒」，至晚清方位举人杨惠泉改為現名。現時五粮液由宜宾五粮液股份有限公司（深交所：000858）釀製，主要靠陈酿勾兑而成。五谷酿出的五粮液原酒被称为“基础酒”，“基础酒”按质分级分别储存，储存期满后，勾兑人员逐坛进行感官尝评和理化分析，根据不同产品在质量和风格上的要求进行勾兑组合，才为成品五粮液。

## 相關
- 宜賓五糧液機場